# Де Мейер, Берт
Берт де Мейер (нидерл. Bert de Meijer; родился 15 декабря 1966 года) — нидерландский футболист, завершивший игровую карьеру, выступал на позиции полузащитника. Играл за команды «Аякс», «Телстар», ПЕК Зволле, «Ден Бос» и «Харлем». Провёл несколько матчей за юношескую сборную Нидерландов.

## Биография
Берт де Мейер родился 15 декабря 1966 года. Футболом он начал заниматься в юношеской команде клуба «Зебюргия», а на профессиональном уровне дебютировал в «Аяксе», в составе которого провёл всего одну игру. Его дебют состоялся 18 марта 1984 года в матче с «Харлемом», в котором его команда потерпела домашнее поражение со счётом 0:3. На поле 17-летний футболист появился на 64-й минуте, заменив австрийца Феликса Хасселиха. В том же году Берт сыграл два матча за юношескую сборную Нидерландов во время предварительного раунда Чемпионата Европы среди юношей.
В сезоне 1984/85 Берт выступал за молодёжный состав амстердамцев, а летом 1985 года он был арендован «Телстаром». Де Мейер провёл в клубе два сезона, сыграв за это время в первом дивизионе 37 матчей.
После окончания аренды он стал игроком клуба ПЕК Зволле, тренером которого был Ко Адриансе. В составе «Зволле» выступало сразу несколько воспитанников «Аякса», с которыми Берту довелось поиграть за молодёжный состав, это были Вилко ван Бюрен и Мустафа Юджедаг. Перед началом сезона де Мейер в товарищеской игре отметился голом в ворота любительского клуба «Болсвардия».
Официальный дебют полузащитника состоялся 14 августа 1987 года в матче чемпионата с клубом ВВВ, в котором его команда победила 2:0. В дебютном сезоне Берт забил 1 гол в 24 матчах чемпионата. Но второй сезон выдался для футболиста не слишком удачным. На счету Берта был всего один забитый гол в 27 матчах, между тем, его команда по итогам сезона заняла 16 место и покинула элитный дивизион Нидерландов.
Летом 1989 года де Мейер перешёл в «Ден Бос», в составе которого за два сезона провел 46 матчей и забил 3 гола. В январе 1991 года он стал игроком клуба «Харлем».